# Station Feltham
Feltham is een spoorwegstation van National Rail in Hounslow in Engeland. Het station is eigendom van Network Rail en wordt beheerd door South Western Railway. 

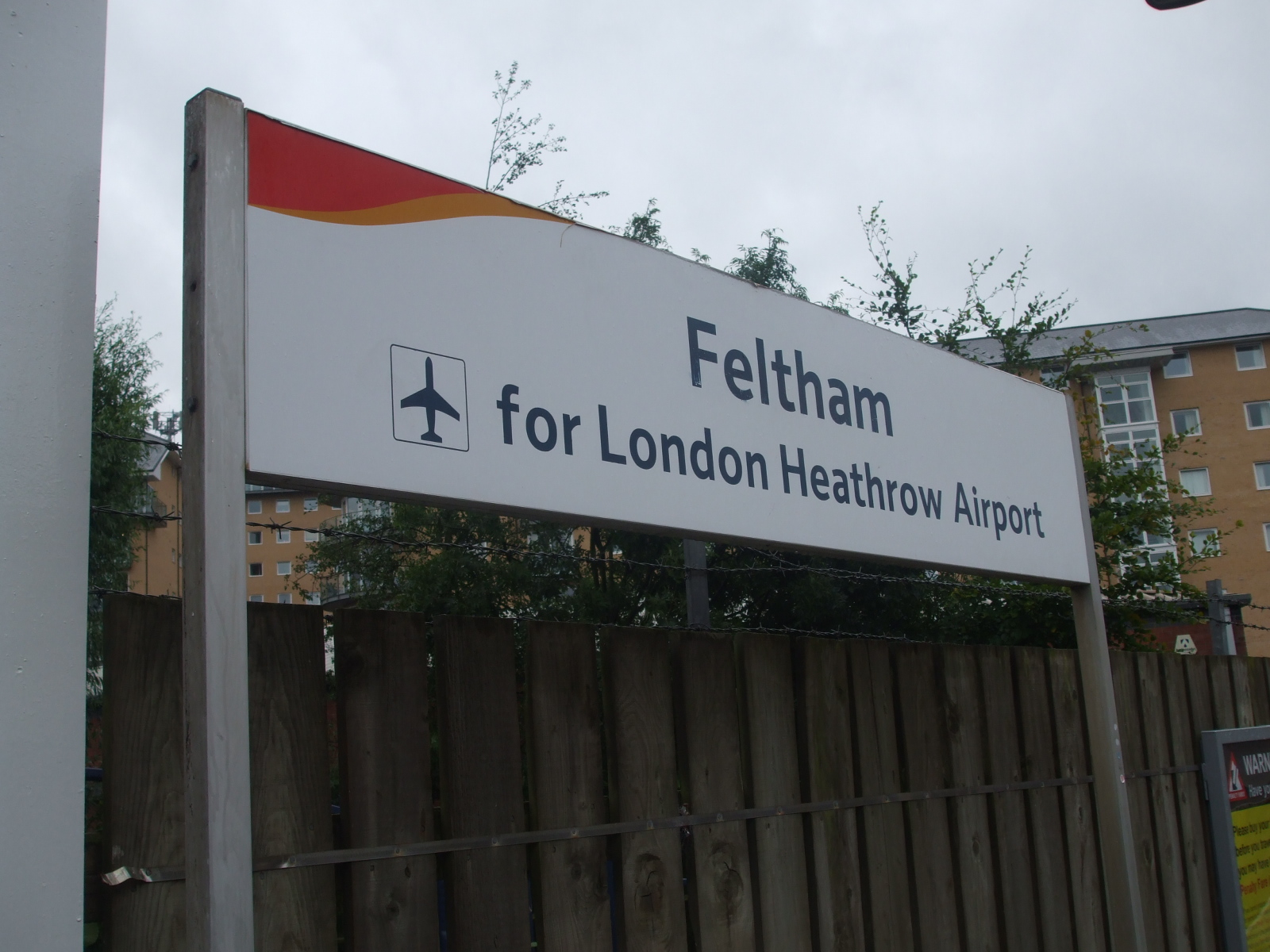
Feltham bewegwijzering adverteert Heathrow Airport
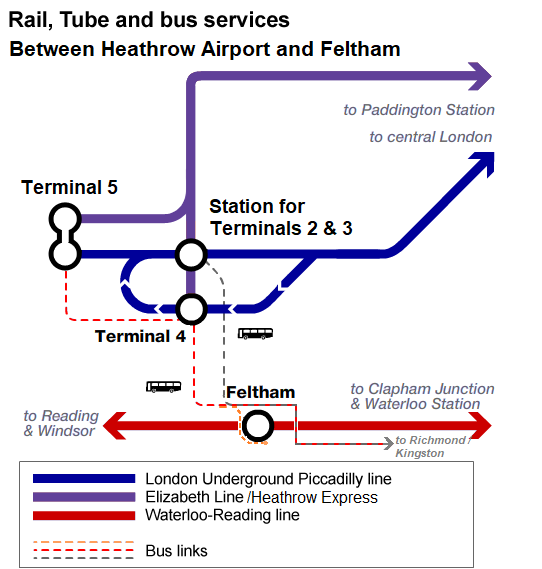
Schema busverbinding naar Heathrow Airport